# Akiva Goldsman
Akiva Goldsman (New York, 1962. július 7. –) Oscar-díjas amerikai forgatókönyvíró és filmproducer. Az Akadémia kitüntetését az Egy csodálatos elme forgatókönyvéért kapta, amit Sylvia Nasar regénye alapján írt.

## Tanulmányai
1983-ban végezte el a Wesleyan Universityt.

## Pályafutása
Goldsman több ismert, magas költségvetésű hollywoodi film forgatókönyvéért felelős, de gyakran végez finomításokat, kisebb-nagyobb átírásokat mások forgatókönyvein is. Első munkája a John Grisham könyvéből készült Az ügyfél volt, később a sokat kritizált Mindörökké Batman és Batman és Robin született tollából. Más oldaláról mutatkozott meg az Egy csodálatos elme és A remény bajnoka című filmekkel, melyek széles körben találtak elismerésre. 
Goldsman nevéhez fűződik Dan Brown sikerkönyveinek, A Da Vinci-kódnak és az Angyalok és démonoknak a filmre adaptálása, s közreműködött A rejtély című televíziós sorozatban is, producerként, íróként és rendezőként is.

## Filmográfia

### Film
| Év   | Magyar cím                        | Eredeti cím                      | Feladatkör | Feladatkör |
| Év   | Magyar cím                        | Eredeti cím                      | Producer   | Író        |
| ---- | --------------------------------- | -------------------------------- | ---------- | ---------- |
| 1994 | Az ügyfél                         | The Client                       | Nem        | Igen       |
| 1994 | A csend fogságában                | Silent Fall                      | Nem        | Igen       |
| 1995 | Mindörökké Batman                 | Batman Forever                   | Nem        | Igen       |
| 1996 | Ha ölni kell                      | A Time to Kill                   | Nem        | Igen       |
| 1997 | Batman és Robin                   | Batman & Robin                   | Nem        | Igen       |
| 1998 | Lost in Space – Elveszve az űrben | Lost in Space                    | Igen       | Igen       |
| 1998 | Átkozott boszorkák                | Practical Magic                  | Nem        | Igen       |
| 1999 | Háborgó mélység                   | Deep Blue Sea                    | Igen       | Nem        |
| 2001 | Egy csodálatos elme               | A Beautiful Mind                 | Nem        | Igen       |
| 2004 | Én, a robot                       | I, Robot                         | Nem        | Igen       |
| 2004 | Starsky és Hutch                  | Starsky & Hutch                  | Igen       | Nem        |
| 2004 | Egy gyilkos agya                  | Mindhunters                      | Igen       | Nem        |
| 2005 | A remény bajnoka                  | Cinderella Man                   | Nem        | Igen       |
| 2005 | Constantine, a démonvadász        | Constantine                      | Igen       | Nem        |
| 2005 | Mr. és Mrs. Smith                 | Mr. & Mrs. Smith                 | Igen       | Nem        |
| 2006 | A Da Vinci-kód                    | The Da Vinci Code                | Nem        | Igen       |
| 2006 | Szívek hullámhosszán              | I'm Reed Fish                    | Vezető     | Nem        |
| 2006 | Poseidon                          | Poseidon                         | Igen       | Nem        |
| 2007 | Brooklyn törvényei                | Brooklyn Rules                   | Vezető     | Nem        |
| 2007 | Legenda vagyok                    | I Am Legend                      | Igen       | Igen       |
| 2008 | Hancock                           | Hancock                          | Igen       | Nem        |
| 2009 | Angyalok és démonok               | Angels & Demons                  | Nem        | Igen       |
| 2010 | Vesztesek bosszúja                | The Losers                       | Igen       | Nem        |
| 2010 | Államtrükkök                      | Fair Game                        | Igen       | Nem        |
| 2010 | Jonah Hex                         | Jonah Hex                        | Igen       | Nem        |
| 2010 | Újabb parajelenségek              | Paranormal Activity 2            | Vezető     | Nem        |
| 2011 | Parajelenségek 3.                 | Paranormal Activity 3            | Vezető     | Nem        |
| 2012 | Parajelenségek 4.                 | Paranormal Activity 4            | Vezető     | Nem        |
| 2013 | A túlélő                          | Lone Survivor                    | Igen       | Nem        |
| 2014 | Téli mese                         | Winter's Tale                    | Igen       | Igen       |
| 2015 | A beavatott-sorozat: A lázadó     | The Divergent Series: Insurgent  | Nem        | Igen       |
| 2016 | Az 5. hullám                      | The 5th Wave                     | Nem        | Igen       |
| 2017 | Körök                             | Rings                            | Nem        | Igen       |
| 2017 | Transformers: Az utolsó lovag     | Transformers: The Last Knight    | Nem        | Sztori     |
| 2017 | Arthur király – A kard legendája  | King Arthur: Legend of the Sword | Igen       | Nem        |
| 2017 | A Setét Torony                    | The Dark Tower                   | Igen       | Igen       |
| 2017 | Stephanie                         | Stephanie                        | Nem        | Nem        |
| 2019 | Álom doktor                       | Doctor Sleep                     | Vezető     | Nem        |
| 2021 | Apró tökélyek térképe             | The Map of Tiny Perfect Things   | Igen       | Nem        |
| 2021 | Bűntudat nélkül                   | Without Remorse                  | Igen       | Nem        |
| 2021 | Irány a vadon!                    | Back to the Outback              | Vezető     | Nem        |
| 2022 | Tűzgyújtó                         | Firestarter                      | Igen       | Nem        |
| 2022 | Tökéletes találkozás              | Meet Cute                        | Igen       | Nem        |

### Televízió
| Év        | Magyar cím                    | Eredeti cím                   | Feladatkör | Feladatkör      | Feladatkör | Megjegyzések            |
| Év        | Magyar cím                    | Eredeti cím                   | Rendező    | Vezető producer | Író        | Megjegyzések            |
| --------- | ----------------------------- | ----------------------------- | ---------- | --------------- | ---------- | ----------------------- |
| 2008–2013 | A rejtély                     | Fringe                        | Igen       | Igen            | Igen       |                         |
| 2017      | Star Trek: Discovery          | Star Trek: Discovery          | Igen       | Igen            | Igen       |                         |
| 2018–2019 | Titánok                       | Titans                        | Igen       | Igen            | Igen       | megalkotó               |
| 2018–2020 |                               | Star Trek: Short Treks        | Nem        | Igen            | Nem        |                         |
| 2020–2022 | Star Trek: Picard             | Star Trek: Picard             | Igen       | Igen            | Igen       | megalkotó               |
| 2022      | Star Trek: Különös új világok | Star Trek: Strange New Worlds | Igen       | Igen            | Igen       | megalkotó               |
| 2023      | A zsúfolt szoba               | The Crowded Room              | Nem        | Igen            | Igen       | minisorozat megalkotója |